# Uhliská
Uhliská jsou obec na Slovensku v okrese Levice.
Obec leží na jihozápadním výběžku Štiavnických vrchů. V roce 1980 bylo v obci 147 domů, z toho trvale obydlených 120, ve kterých žilo 404 obyvatel (196 žen a 208 mužů).
Obec vznikla z osady uhlířů, která patřila k obci Pukanec. Začátky obce se datují do první poloviny 17. století. Uhlíři si ze sebe volili rychtáře, první zmínka o něm je v pukaneckých městských knihách ze dne 9. července 1682.
V obci je římskokatolický kostel svatého Michala z roku 1897.